# Tournoi de tennis de Hanovre
Ne pas confondre avec l'Open d'Allemagne

Le tournoi de tennis de Hanovre (Allemagne) est un tournoi de tennis féminin du circuit professionnel WTA.
Une première épreuve y a été organisée en 1964, remportée par Margaret Smith. Une autre épreuve, qui succédait au tournoi d'Essen y a été organisée de 1997 à 2000.

## Palmarès

### Simple
| No       | Date       | Nom et lieu du tournoi       | Catégorie      | Dotation       | Surface         | Vainqueure      | Finaliste        | Score          |                |
| -------- | ---------- | ---------------------------- | -------------- | -------------- | --------------- | --------------- | ---------------- | -------------- | -------------- |
| 1        | 30-07-1964 | Hannover Tournament, Hanovre |                | NC             | Terre (ext.)    | Margaret Smith  | Sonja Pachta     | 6-0, 6-1       | Tableau        |
|          | 1965-1996  | Pas de tournoi               | Pas de tournoi | Pas de tournoi | Pas de tournoi  | Pas de tournoi  | Pas de tournoi   | Pas de tournoi | Pas de tournoi |
| Ère Open |            |                              |                |                |                 |                 |                  |                |                |
| 2        | 17-02-1997 | Faber Grand Prix, Hanovre    | Tier II        | 450 000 $      | Moquette (int.) | Iva Majoli      | Jana Novotná     | 4-6, 7-6, 6-4  | Tableau        |
| 3        | 16-02-1998 | Faber Grand Prix, Hanovre    | Tier II        | 450 000 $      | Moquette (int.) | Patty Schnyder  | Jana Novotná     | 6-0, 2-6, 7-5  | Tableau        |
| 4        | 15-02-1999 | Faber Grand Prix, Hanovre    | Tier II        | 450 000 $      | Moquette (int.) | Jana Novotná    | Venus Williams   | 6-4, 6-4       | Tableau        |
| 5        | 14-02-2000 | Faber Grand Prix, Hanovre    | Tier II        | 535 000 $      | Moquette (int.) | Serena Williams | Denisa Chládková | 6-1, 6-1       | Tableau        |

### Double
| No       | Date       | Nom et lieu du tournoi      | Catégorie      | Dotation       | Surface         | Vainqueures                    | Finalistes                       | Score          |                |
| -------- | ---------- | --------------------------- | -------------- | -------------- | --------------- | ------------------------------ | -------------------------------- | -------------- | -------------- |
| 1        | 30-07-1964 | Hannover Tournament Hanovre |                | NC             | Terre (ext.)    | Margaret Smith Lesley Turner   | Robyn Ebbern Jan Lehane          | 6-4, 6-2       | Tableau        |
|          | 1965-1996  | Pas de tournoi              | Pas de tournoi | Pas de tournoi | Pas de tournoi  | Pas de tournoi                 | Pas de tournoi                   | Pas de tournoi | Pas de tournoi |
| Ère Open |            |                             |                |                |                 |                                |                                  |                |                |
| 2        | 17-02-1997 | Faber Grand Prix Hanovre    | Tier II        | 450 000 $      | Moquette (int.) | Nicole Arendt Manon Bollegraf  | Larisa Neiland Brenda Schultz    | 4-6, 6-3, 7-6  | Tableau        |
| 3        | 16-02-1998 | Faber Grand Prix Hanovre    | Tier II        | 450 000 $      | Moquette (int.) | Lisa Raymond Rennae Stubbs     | Elena Likhovtseva Caroline Vis   | 6-1, 6-7, 6-3  | Tableau        |
| 4        | 15-02-1999 | Faber Grand Prix Hanovre    | Tier II        | 450 000 $      | Moquette (int.) | Serena Williams Venus Williams | Alexandra Fusai Nathalie Tauziat | 5-7, 6-2, 6-2  | Tableau        |
| 5        | 14-02-2000 | Faber Grand Prix Hanovre    | Tier II        | 535 000 $      | Moquette (int.) | Åsa Svensson Natasha Zvereva   | Silvia Farina Karina Habšudová   | 6-3, 6-4       | Tableau        |